# 26 a. C.
El año 26 a. C. fue un año común comenzado en martes o miércoles, o un año bisiesto comenzado en lunes, martes o miércoles del calendario juliano. También fue un año común comenzado en lunes del calendario juliano proléptico. En aquella época, era conocido como el Año del consulado de Augusto y Tauro (o menos frecuentemente, año 728 Ab urbe condita).

## Acontecimientos
- Fundación de Portus Victoriae Iuliobrigensium (actual Santander o Santoña, en Cantabria) por los romanos durante las guerras cántabras
- Fundación de la colonia Iulia Ilici Augusta (actual ciudad de Elche) por los romanos.
- El historiador romano Tito Livio inicia la redacción de Décadas, una de las fuentes más importantes sobre la historia más antigua de Roma.[1]
- Este año y el siguiente, César Augusto está en Hispania, durante las guerras cántabras. Cayo Antistio Veto dirige la guerra contra los cántabros mientras que Publio Carisio lo hace contra los astures.[2]